# Jalaun (huyện)
Huyện Jalaun là một huyện thuộc bang Uttar Pradesh, Ấn Độ. Thủ phủ huyện Jalaun đóng ở Orai. Huyện Jalaun có diện tích 4565 ki lô mét vuông. Đến thời điểm năm 2011, huyện Jalaun có dân số 1689974 người.